# كريستيان فوشيت
ولد كريستيان فوشيت في 17 نوفمبر 1911 في سان جرمان أونلاي وتوفي في 11 أوت 1974 في جنيف، وهو دبلوماسي وسياسي فرنسي.
وهو والد الروائي لورين فوشيت.

## مهنة سياسية
خريج القانون وخريج دراسات الاقتصاد السياسي، وكان ضابطًا متدربًا في مدرسة Air de Merignac في عام 1940. في مقال نُشر في La Marseillaise (التاريخ غير معروف، من المحتمل 1944-1945) وعنوانه «مؤامرة»، يقول فوشيت أنه في يونيو 1940، تم تكليف الضباط المتدربين ونفسه بمهمة«حماية» المارشال بيتان والجنرال ويغاند اللذين أرادا مواصلة الحرب، على عكس السياسيين.
حشد فرنسا الحرة 17 يونيو 1940، بعد خطاب المارشال بيتان معلنا التفاوض على الهدنة، قبل يوم واحد من دعوة 18 يونيو، ويذهب إلى خدمة الجنرال ديغول في لندن في 19 يونيو 1940.
طيار في سلاح الجو الفرنسي الحر، يجتاز شهادة المظلي، ثم يصبح مراسلًا للحرب في الشرق الأوسط. يشارك في حملات فزان وليبيا. في عام 1943، التقى أنطوان دو سان إكسوبيري في الجزائر العاصمة، وأصبح الرجلان صديقين.

### المناصب الدبلوماسية

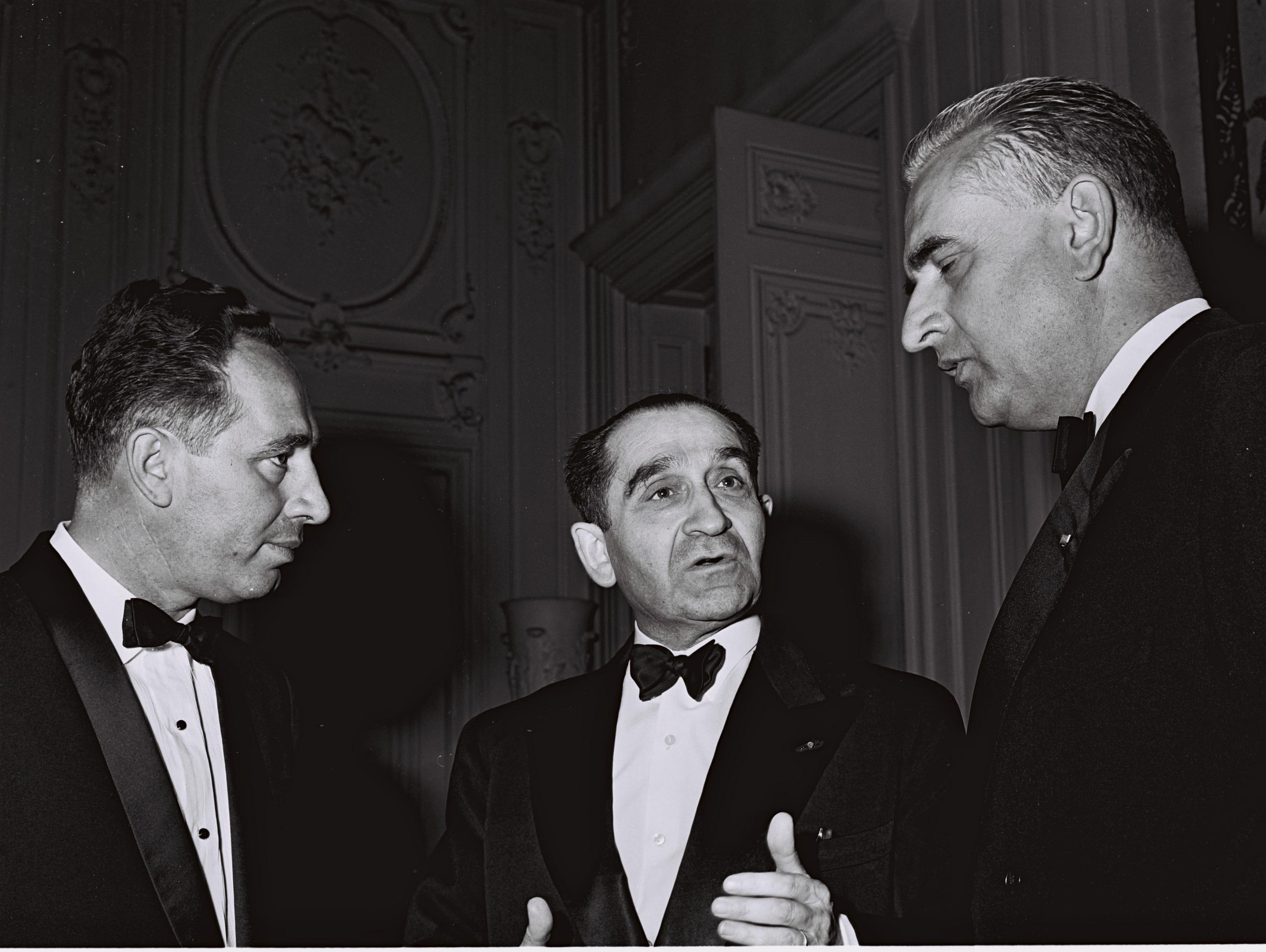
كريستيان فوشيت (يمين) مع بيير منديس فرانس (وسط) وشيمون بيريز (يسار)، خلال حفل استقبال في السفارة الإسرائيلية في باريس عام 1964.

أُرسل كسكرتير لوفد CFLN في موسكو في ربيع عام 1944  ، ثم تم تفويضه إلى بولندا في لوبلان. كان أول غربي يدخل وارسو مع الجيش الأحمر في أواخر يناير 1945. قام بتنظيم إعادة تجميع الآلاف من السجناء والمرحلين الفرنسيين المفرج عنهم من المعسكرات الألمانية في الأراضي البولندية.
من أغسطس عام 1945، كان القنصل العام لفرنسا في كلكتا يتمتع بسلطة قضائية على كامل الهند وبورما، وهناك يلتقي بألكسندرا ديفيد نيل، ويصبحان صديقين ويبقيان على اتصال حتى وفاة الكسندرا في عام 1969 في ما يقرب من 101 سنة.
وهو سفير لدى الدنمارك في الفترة من 1958 إلى 1962، ورئيس لجنة دراسة مشروع الاتحاد السياسي الأوروبي للدول الست في المجموعة الاقتصادية الأوروبية (خطة فوشي) التي لم تنجح.
من 19 إلى 3, كان مندوب سامي في الجزائر.

## روابط خارجية
- كريستيان فوشيت على موقع مونزينجر (الألمانية)